# Kloster von Pedralbes

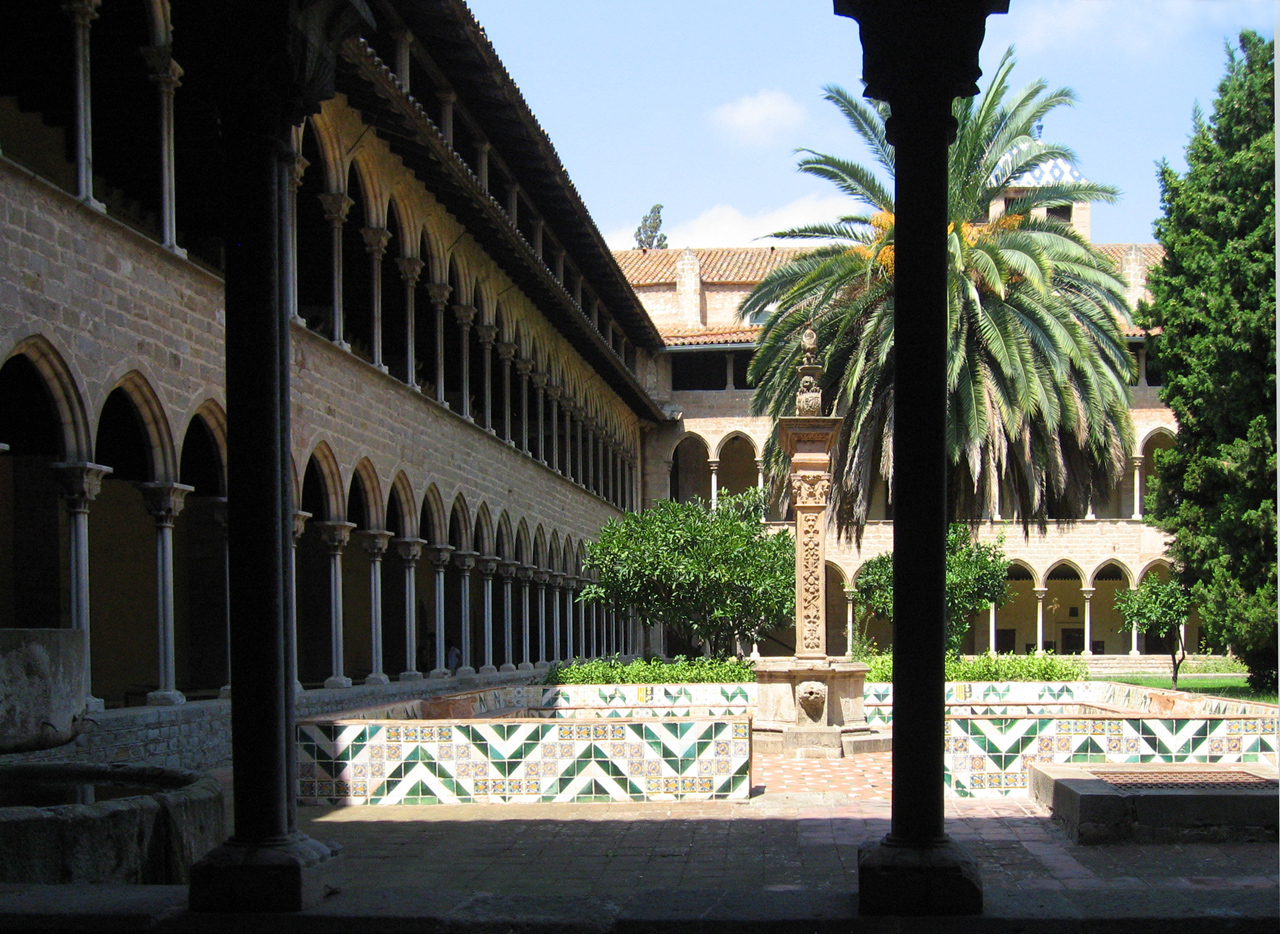
Innenhof mit Brunnen, umschlossen vom zweistöckigen Kreuzgang

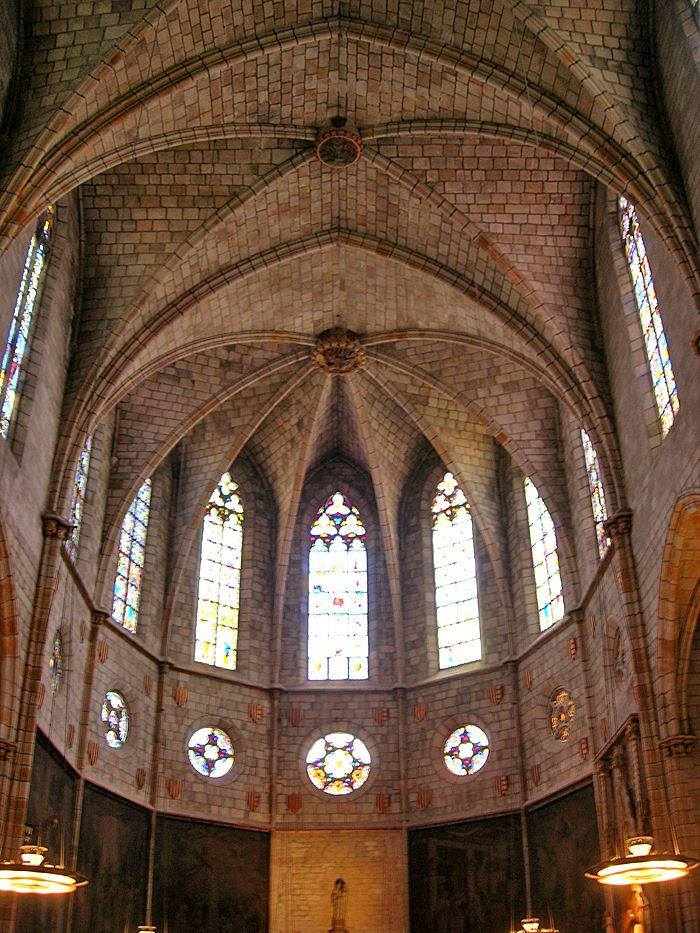
Chor der Klosterkirche

Das Reial monestir de Santa Maria de Pedralbes,  auf Spanisch Real monasterio de Santa María de Pedralbes (‚Königliches Kloster von Santa Maria von Pedralbes‘) in Barcelona wurde 1326 von Königin Elisenda de Montcada, der vierten und letzten Ehefrau Königs Jakobs II., gegründet und den Klarissen überantwortet. Der Name des Klosters und später der ganzen Umgebung geht auf das weiße Gestein („Petras Albas“) zurück, das in der Nähe abgebaut wurde.
Das Baudenkmal aus dem 14. Jahrhundert ist ein gutes Beispiel für die aragonisch-katalanische Gotik. Die einschiffige Klosterkirche hat ein Kreuzrippengewölbe, eine polygonale Apsis sowie bemerkenswerte Rosettenfenster. Elisenda fand ihre letzte Ruhestätte in einem Alabastersarkophag in der Klosterkirche.
Der Innenhof wird von einem zweistöckigen Kreuzgang umschlossen. In der Michaelskapelle im Kreuzgang wurde im 19. Jahrhundert hinter Wandschränken ein guterhaltener Freskenzyklus entdeckt. Die um 1343 entstandenen Wandmalereien nach italienischen Vorgaben konnten schließlich dem bekannten katalanischen Künstler Ferrer Bassa zugeschrieben werden. 
Das Dormitorium sowie der „Salon“ des königlichen Palastes beherbergen einen kleinen Teil der 800 Gemälde, die Spanien 1993 aus dem Fundus der Thyssen-Bornemisza-Sammlung erworben hat. Der Hauptteil befindet sich im zum Museo Thyssen-Bornemisza ausgebauten Palacio Villahermosa in Madrid. Die Ausstellung umfasst Meisterwerke der europäischen Malerei vom frühen Mittelalter bis ins 18. Jahrhundert mit Werken von Lucas Cranach und Bernhard Strigel sowie mit den venezianischen Malereien von Tizian bis Guardi.
In den sonstigen Räumen des Kreuzganges zeigt das Museu-Monasteri de Pedralbes eine Ausstellung, die das Klosterleben im 14. Jahrhundert lebendig werden lässt. Zu sehen sind zahlreiche Kunstgegenstände, liturgische Gegenstände und Möbel, die die Klarissen während des jahrhundertelangen Bestehens des Konvents gesammelt haben.
Während des spanischen Bürgerkriegs befand sich im Kloster die Kaserne „Carlos Marx“ der PSUC.